# 影山衛司
影山 衛司（かげやま えいじ、1919年2月17日 - 1998年11月20日）は、日本の官僚、経営者。商工組合中央金庫理事長を務めた。広島県出身。

## 経歴
1940年に東京帝国大学法学部を卒業。
商工省、海軍主計士官、通商産業省での勤務を経て、1966年4月から1967年9月までに中小企業庁長官を務めた。1967年11月に東京商工会議所、日本商工会議所各専務理事を経て、1975年11月には商工組合中央金庫理事長に就任し、1983年11月には顧問に退いた。
1984年4月に勲二等旭日重光章を受章。。
1998年11月20日心不全のために死去。79歳没。